# Briley Manufacturing
Briley Manufacturing – amerykańskie przedsiębiorstwo założone w 1976 roku przez Jessa Brileya i Cliffa Mollera. Początkowo zajmowało się produkcja krótkich serii wyczynowej broni sportowej. Później produkowała wysokiej jakości czoki i lufy gładkolufowe do strzelb, oraz podzespoły służące do tuningu pistoletów. W 1990 roku przedsiębiorstwo utworzyło oddział Briley Pistol Division produkujący pistolety oparte na konstrukcji klasycznego pistoletu M1911.